# Накаи, Кадзуя
Кадзуя Накаи (яп. 中井 和哉 Накаи Кадзуя, род. 25 ноября 1967 года, Кобе) — японский сэйю, сотрудничающий с компанией Aoni Production. Наиболее известен по ролям Ророноа Зоро в аниме One Piece, Тосиро Хидзикаты в Gintama и Мугэна в Samurai Champloo. На пятой церемонии Seiyu Awards 2011 года был награждён как лучший актёр второго плана.

## Значимые роли

### Аниме
- After War Gundam X — Витз Сой
- Ao no Exorcist — Рюдзи Сугуро
- Asu no Yoichi — Рё Васидзу
- Bakumatsu Gijinden Roman — Роман
- Battle Programmer Shirase — Акира Сирасэ
- Black Jack — Гори
- Bobobo-bo Bo-bobo — Кесеран Пасеран
- Boruto: Naruto Next Generations — Урасики Ооцуцуки
- Danganronpa:The Animation — Мондо Овада
- Detective Conan — Сюн Котэгава
- D.Gray-man — Годзу
- Death Parade (первые серии) — Такаси
- Densetsu no Yuusha no Densetsu — Рэфал Эдиа
- Digimon Savers — Гаомон
- Gintama — Тосиро Хидзиката
- Hataraki Man — Фумия Сугавара
- Immortal Grand Prix — Ривер Маргуэ
- InuYasha — Хосиёми
- Jyu Oh Sei — Заги
- Kekkai Sensen — Запп Ренфро
- Kuroko no Basuke — Сёити Имаёси
- Mobile Suit Gundam SEED — Реверенд Малтио
- Nodame Cantabile — Кодзо Это
- Noein — Карасу, Ноэйн
- One Piece — Ророноа Зоро, Пьерр, Дзигоро
- Ragnarok the Animation — Ируга
- Scrapped Princess — Галил, Соком
- Sengoku Basara: Samurai Kings — Датэ Масамунэ
- Tegami Bachi — Джигги Пеппер
- Trinity Blood — Трэс Икус
- xxxHolic — Сидзука Домэки
- Yondemasu yo, Azazel-san — Саламандер
- Yu-Gi-Oh! (первые серии) — Сидо-сэнсэй, Студент B (10 серия)
- «Гренадер» — Ядзиро Кодзима
- «Двуличный братик Урамити» — Фурицукэ Капеллини
- «Наруто: Ураганные хроники» — Фуридо
- «Покемон» — Морио, Синтаро, Наоси
- «Самурай Чамплу» — Мугэн
- «Стальной алхимик: Братство» — Майор Майлз
- «Темнее, чем индиго» — Судзуки
- «Тетрадь смерти» — Кандзо Моги
- «Хеллсинг» — Ян Валентайн

### OVA и фильмы
- Blue Submarine No. 6 — Капитан Сянг
- Saint Seiya фильм и OVA — Ворм Раими
- xxxHolic фильм — Сидзука Домэки
- Bleach: Hell Chapter — Кокуто
- «Проза бродячих псов. Фильм» — Тацухико Сибусава

### Видеоигры
- Arknights — Маунтин
- Danganronpa: Trigger Happy Havoc - Овада Мондо
- Dynasty Warriors — Сяхоу Дунь, Дянь Вэй
- Ehrgeiz— Надзиму
- Everybody's Golf — Мусацу
- Fate/Grand Order — Беовульф, Кухулин
- Final Fantasy X — Вакка
- Final Fantasy X-2 — Вакка
- Fullmetal Alchemist 3: Kami o Tsugu Shoujo — Зеругиу
- Ghost of Tsushima — Дзин Сакай
- Kingdom Hearts — Вакка
- Kingdom Hearts II — Раи
- Mobile Suit Gundam SEED — Бари Бо
- Mr. Driller — Киру Саку, Ковасу
- Ninety-Nine Nights — Кларранн
- One Piece — Ророноа Зоро
- Onmyoji Arena — Куро Муцзе
- Revelations: Persona — Синдзироу
- Rockman Zero — Файтинг Фефнир
- Rockman X4 — Фрост Валрус, Сторм Оул
- Sengoku Basara — Датэ Масамунэ
- Shin Megami Tensei: Persona 3 — Синдзиро Арагаки
- Super Robot Wars — Витз Соу, Дзика Аруторито
- Tales of Legendia — Мосэс Сандору
- Tokimeki Memorial Girl's Side: 2nd Kiss — Кацуми Сиба
- Xenosaga Episode III: Also sprach Zarathustra — Ассистант Скотт
- Yakuza 0 — Ямагата

### Токусацу
- Engine Sentai Go-onger — Хираметимедэс
- Kamen Rider Hibiki — Нарратору, Ёики
- Tokusou Sentai Dekaranger — Игароид, Унига
- Ultraman Max — Ультрамэн Макс